# 霍氏 (萧长懋)
霍氏（5世纪—494年），南齐文惠太子萧长懋的妾室，废帝萧昭业的后宫。
493年，萧长懋逝世，同年，其嫡长子萧昭业登基。萧昭业与庶母霍氏私通，将她改姓徐氏。徐龙驹劝萧昭业将霍氏长留宫内，声云度霍氏为尼，以她人代之。霍氏是否获封、具体的妃嫔位号，已不可考。494年，西昌侯萧鸾政变，时萧昭业正在寿昌殿与霍氏裸体相对，闻变逃跑，被弑。霍氏与广昌乡君宋氏（皇后何婧英生母）一同被赐死。